# Radikál ideálu
Radikál ideálu je pojem z abstraktní algebry, přesněji z teorie okruhů. Pro ideál {\displaystyle I} komutativního okruhu {\displaystyle R} se radikálem ideálu {\displaystyle I} rozumí množina všech prvků okruhu {\displaystyle R}, jejichž konečná mocnina padne do {\displaystyle I}. Značí se {\displaystyle {\sqrt {I}}} nebo {\displaystyle \operatorname {Rad} (I)}. S tímto značením je možno definici vyjádřit následovně:
{\displaystyle {\sqrt {I}}=\{r\in R\mid \exists n\in \mathbb {N} :r^{n}\in I\}.}
Ve speciálním případě, kdy je ideál roven svému radikálu, tedy {\displaystyle {\sqrt {I}}=I}, je tento ideál nazýván radikálový ideál. Dalším zvláštním případem je radikál nulového ideálu, který je nazýván nilradikál a značen {\displaystyle {\sqrt {(0)}}}.

## Vlastnosti
- Radikál ideálu je ideál.
- Platí {\displaystyle \operatorname {Rad} \left(\operatorname {Rad} (I)\right)=\operatorname {Rad} (I)}, jinými slovy operace určení radikálu je idempotentní a radikál ideálu je vždy radikálovým ideálem.
- Radikál ideálu {\displaystyle I} je roven průniku všech prvoideálů obsahujících {\displaystyle I}.